# Народний національний конгрес Гаяни
Народний національний конгрес — соціалістична політична партія у Гаяні, яку очолює Девід Артур Гренджер. На даний час партія має 22 з 65 місць у Національній асамблеї. Підтримується афро-гвіанцями